# Солютрейская гипотеза
Солютрейская гипотеза — гипотеза о том, что технология обработки камня солютрейской культуры доисторической Европы повлияла на культуру Кловис в Америке, и что выходцы из Европы могли быть первыми обитателями Северной Америки, переселившись из Европы в Америку через Северную Атлантику вдоль кромки льдов. Впервые представлена в 1998 году. Основные сторонники: Деннис Стэнфорд из Смитсоновского института и Брюс Брэдли из Эксетерского университета. Солютрейская гипотеза отвергается большинством исследователей.
По этой гипотезе, люди ледникового периода из Европы мигрировали в Америку, где развили культуру Кловис. Гипотеза базируется на сходстве каменных инструментов Солютре и Кловис, тогда как находки из Восточной Азии, Сибири или Берингии, откуда по господствующей теории переселились первые американцы, не сходны с Кловисом. Солютрейская гипотеза опровергается последними палеогенетическими исследованиями, указывающими на восточноазиатское происхождение людей Кловис от древних предшественников из северо-восточной Сибири, впервые появившихся на Аляске (Берингии) между 22 и 19 тыс. лет назад, и заселивших остальную территорию Америки 16 — 15 тыс. лет назад, за 2 — 2,5 тыс. лет до появления культуры Кловис.

## Характеристика
Солютрейская культура преобладала на территории современной Франции и Испании примерно с 21 000 по 17 000 лет назад. Инструмент характеризуется топорами с выщерблением и выбоинами. Следы солютрейской культуры исчезают 15 000 лет назад, когда она была сменена мадленской культурой.
Кловисские инструменты имели копьевидную форму, известную как Кловисское острие (en:Clovis point). Солютрейское и кловисское острие во многом схожи: оно тонкое и двустороннее, техника перекрывающегося шелушения, уменьшение толщины без снижения ширины.
Кловисские клинки отличаются от солютрейских двусторонним гофрированием (длинные углубления на основании клинка, чтобы лучше крепить его на черенке). Кловисская культура возникла около 13 500 лет назад в Северной Америке.

## Пересечение Атлантики
Гипотеза предполагает, что люди ледникового периода из Европы могли переселиться в Северную Америку, следуя по кромке льда между Европой и Америкой при ледниковом максимуме. Модель предполагает наличие мореходных лодок и навыков плавания на них. Наподобие современных инуитов, они должны были уметь ночевать на льдинах, получать пресную воду от айсбергов или пресном наморозе на морском льду, ловить тюленей и рыб, и использовать ворвань для отопления. Интересно, что до наших дней инуиты используют костяные иглы, схожие с солютрейскими. Можно добавить, что технология предполагает изготовление водонепроницаемой одежды из шкур животных и строительство каяков. Тем не менее, исследования 2008 года свидетельствуют о неблагоприятности климата для перехода.

## Переходные стили
Сторонники гипотезы приводят находки из Кактус-Хилл (раннее поселение в Вирджинии), в качестве образцов переходного стиля от Солютре к Кловису. Артефакты датируются примерно 17 000 — 15 000 лет назад, но это спорная оценка возраста. Другие поселения, которые приводятся, как пример докловисской культуры и опровержение солютрейской гипотезы: Пэйдж-Ладсон во Флориде, Баттермилк Крик в Техасе и Мидоукрофт в Пенсильвании (16-15 тыс. лет назад), где обнаружены каменные инструменты, более древние и примитивные, чем Кловис и отличающиеся от солютрейских.

## Последние генетические исследования
В статье American Journal of Human Genetics (Американский журнал генетики человека) бразильские исследователи, исследовавшие 86 полных митохондриальных геномов, выступили против солютрейской гипотезы: «Наши исследования решительно поддерживают гипотезу, что гаплогруппа X, вместе с другими четырьмя главными мтДнк гаплогруппами, была генофондом только популяции коренных американцев; поэтому не поддерживаются модели миграции независимой гаплогруппной популяции, такие как миграции из Европы, представленные солютрейской гипотезой». Согласно новейшим палеогенетическим исследованиям (2008—2015 годы), первыми людьми, заселившими Америку около 15 — 16 тыс. лет назад, были племена охотников-собирателей восточно-азиатского происхождения, родственные современному коренному населению Южной Сибири, Камчатки и Чукотки. Генетические исследования ископаемых останков людей культуры Кловис, появившейся 13 тыс. лет назад, также указывают, что люди Кловис, как и все индейские народы, произошли от тех же первых поселенцев восточно-азиатского происхождения из северо-восточной Сибири, что не согласуется с «солютрейской гипотезой» об их европейском происхождении, основывающейся лишь на сходстве обработки каменных наконечников.

## Проблемы солютрейской гипотезы
Артур Дж. Джелинек, антрополог, который обнаружил сходство Кловис и Солютре ещё в 1971 году, заметил, что географическое и временное расхождение делает преемственность затруднительной. Он также заметил, что для того времени пересечение Атлантики было трудным или даже невозможным, по наблюдениям Лоуренса Г. Страуса: «нет представленных лодок и нет никаких доказательств мореплавания или навыков находить пропитание частично или полностью в океане, во времена Солютре.» Страус раскапывал солютрейские артефакты на побережье современной Кантабрии, которое не было побережьем во времена Солютре, и обнаружил раковины и кости рыб прибрежных пород в поселениях, но нет доказательства использования ресурсов открытого моря. В добавление, датировки поселений переходного типа в Америке лишь по крайним датам совпадают с Солютре, что нехарактерно для этого периода. Докловисские каменные наконечники, найденные на нескольких стоянках древних людей на территории США, датируемые возрастом около 15 тыс. лет назад, отличаются от солютрейских и более примитивны, что также нарушает гипотезу их происхождения от Солютре.
Другой пункт критики — не обнаружено культурной преемственности от Солютре, как например живописи Альтамира в Испании и Ласко во Франции. В ответ Брэдли и Стэнфорд утверждают что это «очень специфическая ветвь солютрейцев, которая была сформированы родительской группой, и что она была приспособлена к морской среде и в конечном итоге переселилась через северную Атлантику вдоль ледяного фронта для колонизации восточного побережья Северной Америки» и эта группа, возможно, не разделяла все культурные особенности солютрейцев. Кость мамонта с резным изображением мамонта, найденная около Веро Бич во Флориде, датируется возрастом 13 000 лет назад. Она, похоже, является старейшим художественным объектом в Америке, что, по версии исследователей, может служить подтверждением солютрейской гипотезы. Историк искусства Барбара Олинс сравнила мамонтовую кость Веро-Бич с «Франко-Кантабрийским» стилем изображения и гравировки мамонтов. Она отмечала, что племя Сан из Южной Африки выработало реалистичный стиль изображения животных, наподобие «Франко-Кантабрийского» стиля, и говорит, что в Америке развитие доисторического искусства могло идти также независимо от Солютре.
В исследовании 2008 года соответствующие океанографические данные о периоде ставятся под вопрос. Кайран Уэстли и Джастин Дикс пришли к выводу, что «это ясно из палеоокеанографических и палео-природоведческих данных, что ПЛМ Северной Атлантики не подходит под описания, представленные сторонниками солютрейской гипотезы. Хотя использование льда и охота на морского зверя могут быть важны в другом контексте, в этом случае природные условия препятствуют следованию вдоль кромки льда неприспособленной к обитанию на море популяции европейцев в Америку.»; учитывая позицию, что в соответствии с их анализом доказательств (в первую очередь, расположения шельфового ледника в то время), они не верят, что солютрейская культура или её элементы могли быть перенесены через Атлантику вдоль кромки льда. И тем не менее, трудно сделать окончательные выводы из исследования, поскольку наиболее убедительные доказательства этого вопроса могут быть найдены в прибрежных поселениях ледникового периода, но большая часть побережья ледниковой эпохи ныне скрыта водами Атлантики и в настоящее время недоступна для интенсивных археологических исследований.